# ZZ Top’s First Album
ZZ Top’s First Album (с англ. — «Первый альбом ZZ Top») — дебютный студийный альбом американской блюз-рок-группы ZZ Top, выпущенный в 1971 году.

## История
К моменту записи группа в том составе существовала около года, и как сказал Билли Гиббонс: «Нас было трое парней, мы знали три аккорда и будущее было широко открыто». По словам Гиббонса, материал альбома в основном уже был к марту 1970 года, но они задержали выход альбома потому, что хотели заключить контракт с London Records («…на том же лейбле, что и The Rolling Stones. Я серьёзно — так и было!»).
В 1970 году группа наконец подписала контракт с London Records и в конце года приступила к записи альбома на студии Robin Hood Studios в Тайлере, штат Техас. Выбор студии был связан в том числе и с тем, что на ней записывалась группа Fleetwood Mac. Продюсером выступил Билл Хэм.
16 января 1971 года дебютный альбом группы попал на прилавки. Основным автором песен выступил Билли Гиббонс, но в соавторах песен выступили все участники группы и даже продюсер. Название альбому придумал Билл Нарум, арт-директор London Records, который полагал, что важно дать понять публике — за этим альбомом последуют новые релизы группы.
Надпись на конверте альбома гласила:
В эти дни гомогенизированного рока, синтезированной музыки, перезаписей, наложений, многократности, мультитрекинга, честная запись сделанная музыкантами — стоящее удовольствие. ZZ Top’s First Album — именно такая запись. Это и есть та манера  блюз-рока, предполагающая открытое, честное и непринуждённое исполнение. Но требуется искушённая чувственная группа, такая как ZZ Top, чтобы выдавать правильный блюз и сочетать его с возможностью чувствовать и играть добрый тяжёлый рок, не теряя при этом связи между ними.
Оригинальный текст (англ.)In this day of homogenized rock, synthesized music, retakes, overdubbing, multi, multi-tracking, an honest recording by accomplished musicians is a rewarding pleasure. ZZ Top’s First Album is such a recording. This is the way blues-rock is meant to be played: openly, honestly, and spontaneously. It takes an experienced sensitive group such as ZZ Top to capture the abstract blues from within and combine it with the ability to feel and play good hard rock without losing their communicaton.
Критик Марк Приндл сказал об альбоме следующее: «Буги блюз-рок. Много гитарных соло. Два певца — один с чистейшим протяжным акцентом, второй хриплый и какой-то странный, как будто его рот набит бородой…Музыка звучит не так, как будто на написание этих риффов ушли тысячи лет, и не удивляйтесь, если вы однажды спросите себя „Боже, есть среди этих песен хоть одна, в которой больше одного аккорда?“…Большая часть лирики тоже в мейнстриме проблем, которые поднимает блюз, в частности супружеская неверность, тема которой подробно обсуждается в четырёх из десяти песен.» Общий вывод критика таков: «First Album может и не самый блестящий релиз ZZ Top, но никогда не скажешь, что это не слишком для их первенца».
По рецензии AllMusic:
ZZ Top’s First Album может и не отполирован до совершенства, но он определил их (ZZ Top) звук, поведение и причуды. Проще сказать, это грязная маленькая блюз-рок запись со смазанными гитарами, кабацкими ритмами, грязными шутками и техасским сленгом.
Оригинальный текст (англ.)ZZ Top’s First Album may not be perfectly polished, but it does establish their sound, attitude, and quirks. Simply put, it's a dirty little blues-rock record, filled with fuzzy guitars, barrelhouse rhythms, dirty jokes, and Texan slang.

Гиббонс в 2009 году сказал, что недавно впервые за долгое время послушал альбом, и счёл, что «там было исполнение, там был хороший темп, и всё это было очень блюзовым».
К альбому был выпущен один сингл: «(Somebody Else Been) Shakin’ Your Tree».
В 1987 году альбом был ремикширован и выпущен на компакт-диске. Долгое время не существовало перевыпущенной оригинальной полной записи: четыре песни были выпущены на ре-ремиксе 2003 года Chrome, Smoke & BBQ и ещё одна на сборнике 1977 года The Best of ZZ Top. В 2013 году вышла оригинальная запись в высоком цифровом разрешении, и она вошла в состав релиза The Complete Studio Albums (1970—1990).

## Список композиций

### Сторона А
- «(Somebody Else Been) Shakin’ Your Tree» (Гиббонс) — 2:32.

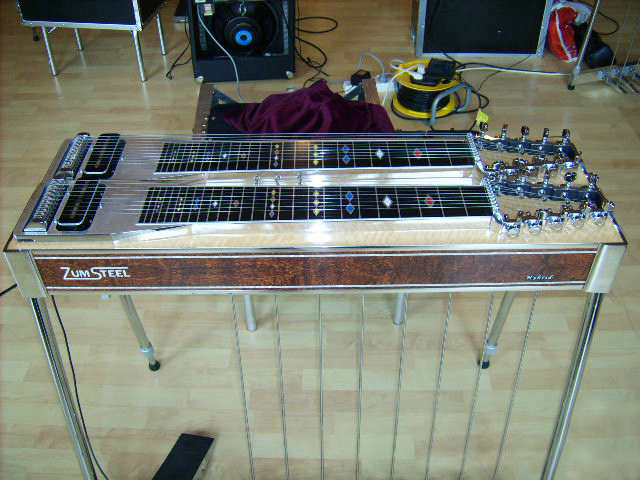
Пример педальной слайд-гитары

Песня исполняется от имени мужчины, который устал от измен своей девушки и приходит к выводу, что ему пора высаживать новое дерево, с которого только он будет собирать свой урожай. Билли Гиббонс в этой песне исполняет соло на педальной слайд-гитаре.
- «Brown Sugar» (Гиббонс) — 5:22

Название этого блюза сленговое, и в контексте может означать оба распространённых сленговых значения: как героин, так и чернокожую любовницу. Марк Приндл особо отмечает, что ZZ Top записали песню за год до того, как The Rolling Stones совершили историческое открытие о том, что чернокожие женщины тоже имеют вагину (записав свою известнейшую песню под одноимённым названием).
- «Squank» (Гиббонс, Хилл, Хэм) — 2:46

Название песни Squank с трудом поддаётся переводу. Высказывается версия, что это сочетание двух слов: «a squid» (кальмар) и «a skank» (скунс). Это слово может быть и глаголом, и существительным, обычно описывающим некую субстанцию с неприятным запахом, например используется как название женских выделений. В песне «Squank» представлен неким монстром, чем обыгрывается созвучие со словом «Сквонк» (Squonk), мифическим существом, выделяющим слизь. Но текст песни в защиту природы, а под Squank-ом понимается уничтожающий планету монстр, которого вырастили люди.
- «Goin’ Down to Mexico» (Гиббонс, Хилл, Хэм) — 3:26

На юге США в 1960—1970 среди молодёжи были популярны поездки в Мексику с её менее строгими законами. Реальность в песне переплетается с галлюцинациями: «Я зажёг сигарету, смахнув пыли с ботинок», после которой автор встречает фантасмагоричных персонажей, один из которых ездит на Oldsmobile 88.
- «Old Man» (Гиббонс, Хилл, Бирд) — 3:23

Песня повествует о немощном старике, его одиночестве и воспоминаниях. Марк Приндл говорит о том, что песня — копия любой медленной песни группы Lynyrd Skynyrd.

### Сторона Б
- «Neighbor, Neighbor» (Гиббонс) — 2:18

Песня повествует о соседе, который лез в жизнь героя песни, сдавал его жене и в конечном итоге, оказался замоченным в морской воде, по-видимому не без участия героя песни.
- «Certified Blues» (Гиббонс, Бирд, Хэм) — 3:25

Название песни, в рамках стиля группы, также можно переводить например как «сертифицированный блюз». Герой песни находится в хандре, причём подтверждённой справкой от врача. По словам Марка Приндла, маленьким штрихом в песне является едва слышная и к чему не обязывающая гитарная партия.
- «Bedroom Thang» (Гиббонс) — 3:53

Герой песни отказывается от секса с девушкой-тинейджером, штучкой для спальни, убежавшей из дома, утверждая, что ему нужны серьёзные отношения с серьёзной женщиной.
- «Just Got Back from Baby’s» (Гиббонс, Хэм) — 4:07

Песня повествует о впечатлениях и переживаниях мужчины, который только пришёл домой после бурной ночи, но при этом переживает во-первых потому, что малышка встречается не только с ним, а во-вторых, что его когда-нибудь достанет её муж. Марк Приндл отмечает, что в песне можно уловить лаундж-джаз в духе Роберта Крея.
- «Backdoor Love Affair» (Гиббонс, Хэм) — 3:20

Песня от имени мужчины, которому нравится девушка, и он уверен в том, что когда-нибудь он закрутит с ней небольшой роман, о чём даже поставил в известность её мужа. «Весёлая шумная общая атмосфера песни и ярко-оранжевая попсовая кода» названы маленькими штрихами в песне.

## Участники записи
- Гиббонс, Билли — гитара, вокал
- Дасти Хилл — бас-гитара, бэк-вокал, вокал на «Goin’ Down to Mexico», совокал на «Squank»
- Фрэнк Бирд (как Рубе Бирд) — ударные, перкуссия

## Персонал
- Билл Хэм — продюсер
- Билл Нарум — дизайн конверта
- Фрэнк Жабер — фотография

## Чарты
Синглы — Billboard (США)
| Год  | Сингл                                    | Чарт              | Позиция |
| ---- | ---------------------------------------- | ----------------- | ------- |
| 1970 | «(Somebody Else Been) Shaking Your Tree» | Billboard Hot 100 | 50      |